# فورست لي وود
فورست لي وود (بالإنجليزية: Forrest L. Wood)‏ هو شخصية أعمال أمريكي، ولد في 9 يونيو 1932.